# Nitrato de litio
El nitrato de litio es un compuesto inorgánico con la fórmula LiNO₃. Es la sal de litio del ácido nítrico. La sal es delicuescente, absorbe agua para formar la forma hidratada, trihidrato de nitrato de litio. Sus eutécticos son de interés para los fluidos de transferencia de calor. No es combustible pero es oxidante.

## Uso
Esta sal incolora delicuescente es un agente oxidante utilizado en la fabricación de fuegos artificiales y bengalas de color rojo.

### Almacenamiento térmico
La forma hidratada, el trihidrato de nitrato de litio, tiene un calor de fusión específico extremadamente alto, 287±7 J / g, y, por lo tanto, se puede usar para el almacenamiento de energía térmica a su temperatura de fusión de 303.3 K.
El nitrato de litio se ha propuesto como un medio para almacenar el calor recogido del sol para cocinar. Se usaría una lente Fresnel para fundir nitrato de litio sólido, que luego funcionaría como una "batería solar", permitiendo que el calor se redistribuya más tarde por convección.

## Toxicidad
El nitrato de litio puede ser tóxico para el cuerpo cuando se ingiere al dirigirse al sistema nervioso central, las tiroides, los riñones y el sistema cardiovascular. Cuando se expone a la piel, los ojos y las membranas mucosas, el nitrato de litio puede causar irritación en estas áreas.